# フィアメッタ・ウィルソン

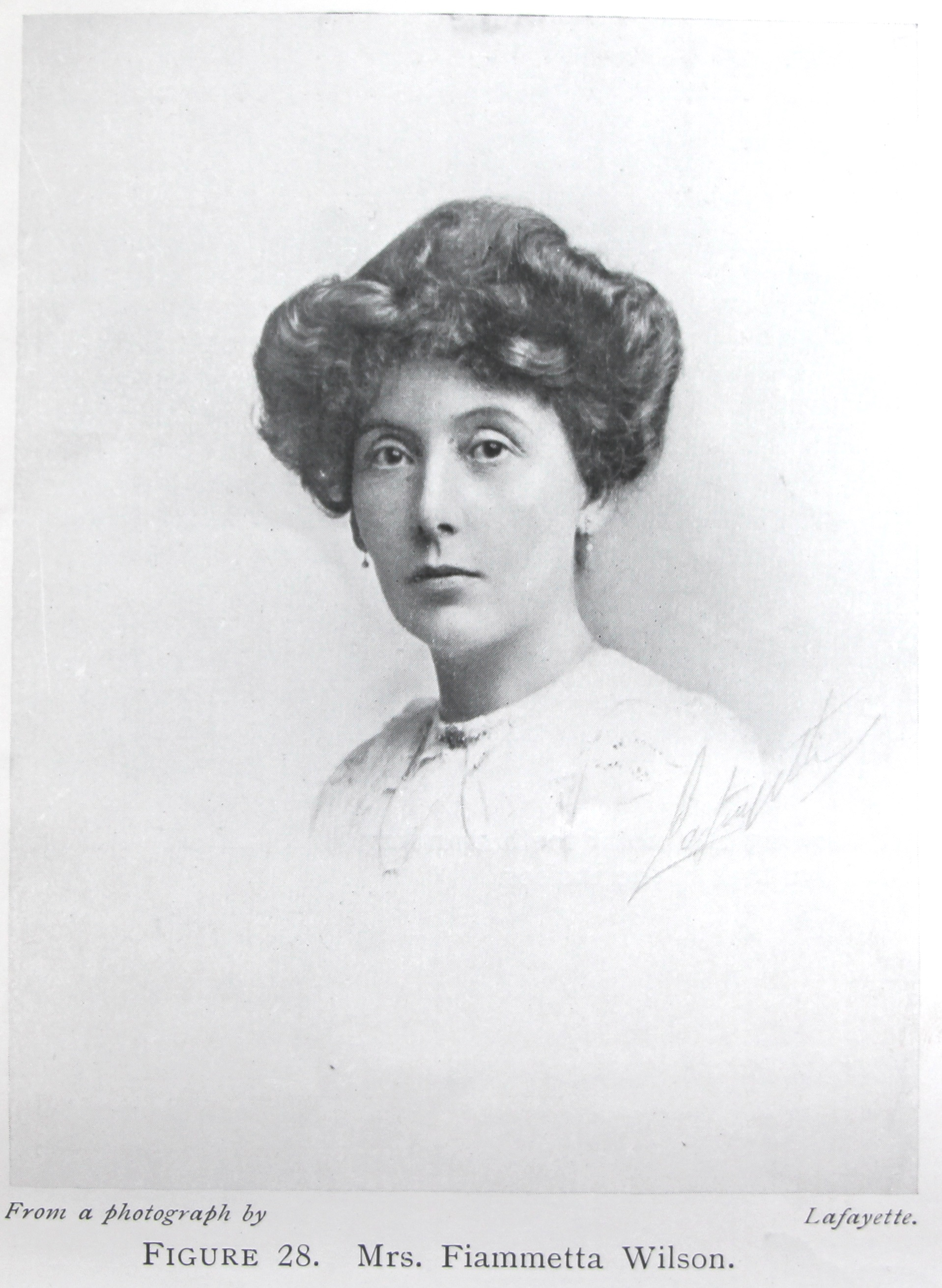
フィアメッタ・ウィルソンの肖像

フィアメッタ・ウィルソン（英語: Fiammetta Wilson、旧姓Worthington、1864年7月19日 – 1920年7月21日）は、イギリスの天文学者。1916年に女性としては初めてイギリスの王立天文学会フェローに選ばれた。

## 生い立ちと教育
フィアメッタ・ワージントンは1864年7月19日にロウストフトのヘレン及びF・S・ワージントン夫妻の娘として生まれた。父は内科及び外科の両方を行う医者で、自然科学に強い関心を持っていた。引退後、父は顕微鏡を用いた科学研究に勤しみ、フィアメッタにも周りの自然環境を研究するようすすめた。フィアメッタは家庭教師に教育を受け、ドイツとスイスの学校で学んだ。フィアメッタはイタリアで音楽教育を受け、ギルドホール音楽学校で教員及び弦楽オーケストラ指揮者として働くようになった。教育や指揮のみならず、作曲にも携わっていた。S・A・ウィルソンと結婚して「フィアメッタ・ウィルソン」に改名し、そのすぐ後に1910年に天体物理学者アルフレッド・ファウラーの講義に出席するようになってからは、フィアメッタは天文学に関心を持つようになった。あまりにも天文学に熱中しすぎて、社交生活も音楽もほぼかなぐり捨ててしまったという。

## 科学者としての経歴
経歴の全期間を通してウィルソンは極めて勤勉であった。流星をひとめでも見ようと、それだけのために6時間も曇り空を見るというような観察を行っていた。ウィルソンはイギリス天文学協会に入り、A・グレイス・クックと流星部門のディレクター代理として活動した。会員として、ウィルソンはオーロラ、黄道光、彗星、流星を観察してデータを刊行した。研究をすすめ、自分の情報の正確性を担保するため、樹木に邪魔されずに宇宙を観察できるよう、庭に木のデッキを設置した。このデッキをウィルソン自身は「止まり木」(perch)と呼んでいた。ウィルソンは観察の途中で非常に苦労をしたと言われている。第一次世界大戦の際には、研究のために懐中電灯を使用しているところを見られ、ドイツのスパイと誤解されて、巡査から逮捕すると脅されたこともある。ツェッペリンが近所を爆撃している時すらも観察を続けていたという。1910年から1920年の間に約1万個の流星を観察し、そのうち650個については経路を正確に計算した。1913年にヴェストファール彗星が地球を通過するところを発見した。多くの論文を刊行した後、1916年1月14日に王立天文学会のフェローに選ばれた。フィアメッタは初めてこの学会のフェローに選ばれた4人の女性のうちのひとりであり、この時に友人のA・グレイス・クックも一緒に会員になっている。フィアメッタはフランス天文学協会とアントウェルペン天文学協会の会員でもあった。1920年7月にフィアメッタはハーバード・カレッジのエドワード・C・ピッカリングフェローに任命されたが、同月、任命されたことを知らないまま亡くなった。

## 人柄
フィアメッタはダンスと外国語の勉強が好きで、イタリア語、フランス語、ドイツ語が話せた。動物好きで、常にイヌを飼って手元に置いており、乗馬の才能もあった。ウィルソンは旅行に熱心で、イタリアで数年過ごした後にカナダやアメリカ合衆国をも訪れている。天文学に関心を持つ前は雑誌に多数、短編小説を執筆していた。

## 主著
- Wilson, Fiammetta (November 1916). “Clusters and Nebulae visible with Small Optical Means”. B.A.A. Journal 27 (72).
- Wilson, Fiammetta (January 1918). “The Meteoric Shower of January”. Monthly Notices of the Royal Astronomical Society 78:  198–199. doi:10.1093/mnras/78.3.198.